# Liga Asobal 1998-99
La Liga Asobal 1998-99 se desarrolló con una liga regular de catorce equipos en la que se enfrentaban todos contra todos a doble vuelta, y a continuación las eliminatorias por el título y por el descenso. La eliminatoria por el título era disputada por los cuatro primeros equipos de la liga regular, con las semifinales y la final al mejor de tres partidos. Esta temporada los dos equipos que ascendieron fueron el Barakaldo UPV y Teucro Cajapontevedra.
El defensor del título, el FC Barcelona, volvió a ganar la liga, por cuarta vez consecutiva. Con este título se aseguraba la disputa de la siguiente edición de la Copa de Europa, pero al ser el propio Barcelona el ganador de esta competición, el Prosesa Ademar León también consiguió acceso como segundo clasificado.

## Clasificación
| Pos | Equipo                        | J  | G  | E | P  | GF  | GC  | Dif  | Pts |
| --- | ----------------------------- | -- | -- | - | -- | --- | --- | ---- | --- |
| 1   | F.C. Barcelona                | 26 | 23 | 2 | 1  | 843 | 636 | 207  | 48  |
| 2   | Prosesa Ademar León           | 26 | 17 | 4 | 5  | 747 | 634 | 113  | 38  |
| 3   | Portland San Antonio Pamplona | 26 | 15 | 4 | 7  | 713 | 665 | 48   | 34  |
| 4   | A.D.C. Ciudad Real            | 26 | 14 | 6 | 6  | 686 | 665 | 21   | 34  |
| 5   | C.B. Cantabria Santander      | 26 | 16 | 1 | 9  | 707 | 632 | 75   | 33  |
| 6   | C.BM. Valladolid              | 26 | 13 | 4 | 9  | 723 | 718 | 5    | 30  |
| 7   | S.D. Teucro Pontevedra        | 26 | 10 | 4 | 12 | 638 | 680 | –42  | 24  |
| 8   | BM. Gáldar                    | 26 | 8  | 8 | 10 | 735 | 720 | 15   | 24  |
| 9   | C.BM. Granollers              | 26 | 9  | 3 | 14 | 645 | 679 | –34  | 21  |
| 10  | Redcom Airtel Chapela         | 26 | 9  | 2 | 15 | 560 | 634 | –74  | 20  |
| 11  | C.D. Bidasoa Irún             | 26 | 7  | 4 | 15 | 618 | 674 | –56  | 18  |
| 12  | BM. Cangas                    | 26 | 6  | 2 | 18 | 603 | 688 | –85  | 14  |
| 13  | BM. Altea                     | 26 | 6  | 2 | 18 | 668 | 744 | –76  | 14  |
| 14  | C.B. Barakaldo                | 26 | 4  | 4 | 18 | 663 | 780 | –117 | 12  |

|  | Play-off por la liga     |
|  | Liguilla por el descenso |

### Eliminatoria por el título
|  | Semifinales | Semifinales          | Semifinales         | Semifinales | Semifinales |    |              | Final | Final | Final | Final | Final |
|  |             |                      |                     |             |             |    |              |       |       |       |       |       |
|  |             | FC Barcelona         | 31                  | 20          | -           |    |              |       |       |       |       |       |
|  |             | ADC Ciudad Real      | 23                  | 19          | -           |    |              |       |       |       |       |       |
|  |             | ADC Ciudad Real      | 23                  | 19          | -           |    | FC Barcelona | 27    | 37    | 30    |       |       |
|  |             |                      |                     |             |             |    | FC Barcelona | 27    | 37    | 30    |       |       |
|  |             |                      | Prosesa Ademar León | 24          | 30          | 24 |              |       |       |       |       |       |
|  |             | Prosesa Ademar León  | Prosesa Ademar León | 24          | 30          | 24 | 30           | 27    | 29    |       |       |       |
|  |             | Prosesa Ademar León  |                     |             |             |    | 30           | 27    | 29    |       |       |       |
|  |             | Portland San Antonio | 21                  | 29          | 22          |    |              |       |       |       |       |       |

### Liguilla por el descenso
|   | Team         | P  | W | D | L | G+  | G-  | Dif | Pts |
| - | ------------ | -- | - | - | - | --- | --- | --- | --- |
| 1 | BM Cangas    | 12 | 7 | 1 | 4 | 290 | 280 | 10  | 15  |
| 2 | Bidasoa Irún | 12 | 5 | 3 | 4 | 316 | 285 | 31  | 13  |
| 3 | BM Altea     | 12 | 6 | 1 | 5 | 301 | 302 | –1  | 13  |
| 4 | BM Barakaldo | 12 | 3 | 1 | 8 | 295 | 335 | –40 | 7   |

|  | Promoción  |
|  | Descendido |

- El Bidasoa Irún ganó al Octavio Pilotes Posada en el partido por la permanencia y jugará la siguiente temporada en la Liga. ASOBAL.